# Elephantomyia tenuissima
Elephantomyia tenuissima är en tvåvingeart som beskrevs av Alexander 1944. Elephantomyia tenuissima ingår i släktet Elephantomyia och familjen småharkrankar.
Artens utbredningsområde är Peru. Inga underarter finns listade i Catalogue of Life.